# Сезар (кинопремия, 1989)
14-я церемония вручения наград премии «Сезар» за заслуги в области французского кинематографа за 1988 год состоялась 4 марта 1989 года в Théâtre de l'Empire (Париж, Франция). Президентом церемонии выступил британский актёр Питер Устинов.

## Список лауреатов и номинантов
Количество наград/номинаций:
- 5/12: «Камилла Клодель»
- 1/9: «Чтица»
- 2/8: «Голубая бездна»
- 4/7: «Жизнь — это долгая спокойная река»
- 2/6: «Медведь»
- 1/4: «Маленькая воровка»
- 0/4: «Странное место для встречи»
- 1/3: «Баловень судьбы»
- 0/3: «Женское дело» / «Несколько дней со мной»
- 2/2: «Кафе „Багдад“»
- 1/2: «Шуаны»
- 0/2: «Три билета на 26-е»
- 1/1: «Роман Чета» / «Lamento» / «Химерическая лестница»

### Основные категории
• Победители выделены отдельным цветом. 
| Категории                                                                          | Лауреаты и номинанты                                                                                   | Лауреаты и номинанты                                                                                   |
| ---------------------------------------------------------------------------------- | --- | --- |
| Лучший фильм                                                                       | • Камилла Клодель / Camille Claudel (режиссёр: Брюно Нюиттен)                                          | • Камилла Клодель / Camille Claudel (режиссёр: Брюно Нюиттен)                                          |
| Лучший фильм                                                                       | • Голубая бездна / Le Grand Bleu (режиссёр: Люк Бессон)                                                | |
| Лучший фильм                                                                       | • Чтица / La Lectrice (режиссёр: Мишель Девиль)                                                        | |
| Лучший фильм                                                                       | • Медведь / L'Ours (режиссёр: Жан-Жак Анно)                                                            | |
| Лучший фильм                                                                       | • Жизнь — это долгая спокойная река / La vie est un long fleuve tranquille (режиссёр: Этьен Шатилье)   | |
| Лучшая режиссура                                                                   | | • Жан-Жак Анно за фильм «Медведь»                                                                      |
| Лучшая режиссура                                                                   | • Люк Бессон — «Голубая бездна»                                                                        | |
| Лучшая режиссура                                                                   | • Мишель Девиль — «Чтица»                                                                              | |
| Лучшая режиссура                                                                   | • Клод Миллер — «Маленькая воровка» (фр.)                                                              | |
| Лучшая режиссура                                                                   | • Клод Шаброль — «Женское дело»                                                                        | |
| Лучший актёр                                                                       | | • Жан-Поль Бельмондо — «Баловень судьбы» (за роль Сэма Лиона)                                          |
| Лучший актёр                                                                       | • Ришар Анконина — «Баловень судьбы» (за роль Альбера Дювивье)                                         | |
| Лучший актёр                                                                       | • Даниэль Отёй — «Несколько дней со мной» (фр.) (за роль Марциаля Паскье)                              | |
| Лучший актёр                                                                       | • Жан-Марк Барр — «Голубая бездна» (за роль Жака Майоля)                                               | |
| Лучший актёр                                                                       | • Жерар Депардьё — «Камилла Клодель» (за роль Огюста Родена)                                           | |
| Лучшая актриса                                                                     | | • Изабель Аджани — «Камилла Клодель» (за роль Камиллы Клодель)                                         |
| Лучшая актриса                                                                     | • Катрин Денёв — «Странное место для встречи» (фр.) (за роль Франс)                                    | |
| Лучшая актриса                                                                     | • Шарлотта Генсбур — «Маленькая воровка» (за роль Жанин Кастан)                                        | |
| Лучшая актриса                                                                     | • Изабель Юппер — «Женское дело» (за роль Мари Латур)                                                  | |
| Лучшая актриса                                                                     | • Миу-Миу — «Чтица» (за роль Констанс / Мари)                                                          | |
| Лучший актёр второго плана                                                         | | • Патрик Шенэ (фр.) — «Чтица» (за роль директора компании)                                             |
| Лучший актёр второго плана                                                         | • Патрик Бушите (фр.) — «Жизнь — это долгая спокойная река» (за роль отца Оберже)                      | |
| Лучший актёр второго плана                                                         | • Ален Кюни — «Камилла Клодель» (за роль Луи-Проспера Клоделя)                                         | |
| Лучший актёр второго плана                                                         | • Жан-Пьер Марьель — «Несколько дней со мной» (за роль Рауля Фонфрина)                                 | |
| Лучший актёр второго плана                                                         | • Жан Рено — «Голубая бездна» (за роль Энцо Молинари)                                                  | |
| Лучшая актриса второго плана                                                       | | • Элен Венсан (фр.) — «Жизнь — это долгая спокойная река» (за роль мадам Мариэль Ле Кенуа)             |
| Лучшая актриса второго плана                                                       | • Мария Казарес — «Чтица» (за роль вдовы генерала)                                                     | |
| Лучшая актриса второго плана                                                       | • Франсуаза Фабиан — «Три билета на 26-е» (фр.) (за роль Милен де Ламбер)                              | |
| Лучшая актриса второго плана                                                       | • Доминик Лаванан (фр.) — «Несколько дней со мной» (за роль мадам Ирен Фонфрин)                        | |
| Лучшая актриса второго плана                                                       | • Мари Трентиньян — «Женское дело» (за роль Люси)                                                      | |
| Самый многообещающий актёр                                                         | | • Стефан Фрейсс — «Шуаны»                                                                              |
| Самый многообещающий актёр                                                         | • Лоран Гревиль (фр.) — «Камилла Клодель» (за роль Поля Клоделя)                                       | |
| Самый многообещающий актёр                                                         | • Тома Лангманн — «Годы сэндвичей» (фр.)                                                               | |
| Самый многообещающий актёр                                                         | • Франсуа Негре (фр.) — «Звук и ярость» (фр.)                                                          | |
| Самая многообещающая актриса                                                       | | • Катрин Жакоб (фр.) — «Жизнь — это долгая спокойная река»                                             |
| Самая многообещающая актриса                                                       | • Натали Кардон — «Странное место для встречи»                                                         | |
| Самая многообещающая актриса                                                       | • Клотильда де Байзе (фр.) — «Детское искусство» (фр.)                                                 | |
| Самая многообещающая актриса                                                       | • Ингрид Хельд (фр.) — «Дом убийств» (фр.)                                                             | |
| Лучший оригинальный или адаптированный сценарий                                    | • Этьен Шатилье (фр.), Флоранс Кентен (фр.) — «Жизнь — это долгая спокойная река»                      | • Этьен Шатилье (фр.), Флоранс Кентен (фр.) — «Жизнь — это долгая спокойная река»                      |
| Лучший оригинальный или адаптированный сценарий                                    | • Франсуа Дюпейрон (фр.), Доминик Фэсс (фр.) — «Странное место для встречи»                            | |
| Лучший оригинальный или адаптированный сценарий                                    | • Мишель Девиль, Розалинда Девиль — «Чтица»                                                            | |
| Лучший оригинальный или адаптированный сценарий                                    | • Люк Беро (фр.), Клод Де Живре (фр.), Анн Миллер, Франсуа Трюффо (посмертно) — «Маленькая воровка»    | |
| Лучшая музыка к фильму                                                             | • Эрик Серра — «Голубая бездна»                                                                        | • Эрик Серра — «Голубая бездна»                                                                        |
| Лучшая музыка к фильму                                                             | • Габриэль Яред — «Камилла Клодель»                                                                    | |
| Лучшая музыка к фильму                                                             | • Франсис Ле — «Баловень судьбы»                                                                       | |
| Лучший монтаж                                                                      | • Ноэль Буассон (фр.) — «Медведь»                                                                      | • Ноэль Буассон (фр.) — «Медведь»                                                                      |
| Лучший монтаж                                                                      | • Жоэль Аш (фр.) и Жанна Кеф — «Камилла Клодель»                                                       | |
| Лучший монтаж                                                                      | • Раймон Гуйо (фр.) — «Чтица»                                                                          | |
| Лучшая работа оператора                                                            | | • Пьер Ломм — «Камилла Клодель»                                                                        |
| Лучшая работа оператора                                                            | • Карло Варини (фр.) — «Голубая бездна»                                                                | |
| Лучшая работа оператора                                                            | • Филипп Руссело — «Медведь»                                                                           | |
| Лучшие декорации                                                                   | • Бернар Визат — «Камилла Клодель»                                                                     | • Бернар Визат — «Камилла Клодель»                                                                     |
| Лучшие декорации                                                                   | • Тьерри Лепруст — «Чтица»                                                                             | |
| Лучшие декорации                                                                   | • Бернар Эвейн (фр.) — «Три билета на 26-е»                                                            | |
| Лучшие костюмы                                                                     | • Доминик Борг (фр.) — «Камилла Клодель»                                                               | • Доминик Борг (фр.) — «Камилла Клодель»                                                               |
| Лучшие костюмы                                                                     | • Ивонн Сассино Де Нель (фр.) — «Шуаны»                                                                | |
| Лучшие костюмы                                                                     | • Элизабет Тавернье — «Жизнь — это долгая спокойная река»                                              | |
| Лучший звук                                                                        | • Пьер Бефве, Франсуа Гру (фр.), Жерар Лампс (фр.) — «Голубая бездна»                                  | • Пьер Бефве, Франсуа Гру (фр.), Жерар Лампс (фр.) — «Голубая бездна»                                  |
| Лучший звук                                                                        | • Франсуа Гру, Доминик Эннекен (фр.), Гийом Сьиама — «Камилла Клодель»                                 | |
| Лучший звук                                                                        | • Бернар Леруа, Лоран Квальо (фр.), Клод Вилланд (фр.) — «Медведь»                                     | |
| Лучший дебютный фильм                                                              | • «Жизнь — это долгая спокойная река» / La vie est un long fleuve tranquille (режиссёр: Этьен Шатилье) | • «Жизнь — это долгая спокойная река» / La vie est un long fleuve tranquille (режиссёр: Этьен Шатилье) |
| Лучший дебютный фильм                                                              | • «Камилла Клодель» / Camille Claudel (режиссёр: Брюно Нюиттен)                                        | |
| Лучший дебютный фильм                                                              | • «Шоколад» / Chocolat (режиссёр: Клер Дени)                                                           | |
| Лучший дебютный фильм                                                              | • «Странное место для встречи» / Drôle d'endroit pour une rencontre (режиссёр: Франсуа Дюпейрон)       | |
| Лучший короткометражный документальный фильм                                       | • Роман Чета / Chet's romance (режиссёр: Бертран Февр)                                                 | • Роман Чета / Chet's romance (режиссёр: Бертран Февр)                                                 |
| Лучший короткометражный документальный фильм                                       | • Classified People (режиссёр: Иоланда Зоберман)                                                       | |
| Лучший короткометражный документальный фильм                                       | • Devant le mur (режиссёр: Дэйзи Ламот)                                                                | |
| Лучший короткометражный игровой фильм                                              | • Lamento (режиссёр: Франсуа Дюпейрон)                                                                 | • Lamento (режиссёр: Франсуа Дюпейрон)                                                                 |
| Лучший короткометражный игровой фильм                                              | • Big Bang (режиссёр: Эрик Ворет)                                                                      | |
| Лучший короткометражный игровой фильм                                              | • New York 1935 (режиссёр: Мишель Ферран-Лафайе)                                                       | |
| Лучший короткометражный игровой фильм                                              | • Une femme pour l'hiver (режиссёр: Мануэль Флеш)                                                      | |
| Лучший короткометражный анимационный фильм                                         | • Химерическая лестница / L'Escalier chimérique (режиссёр: Даниэль Гионне)                             | • Химерическая лестница / L'Escalier chimérique (режиссёр: Даниэль Гионне)                             |
| Лучший короткометражный анимационный фильм                                         | • La Princesse des diamants (режиссёр: Мишель Осело)                                                   | |
| Лучший короткометражный анимационный фильм                                         | • Работа железа / Le travail du fer (режиссёры: Селия Каннинг, Нери Катино)                            | |
| Лучший постер (фр. Meilleure Affiche)                                              | • «Маленькая воровка» — Стефан Беликофф, Анн Миллер, Люк Ру                                            | • «Маленькая воровка» — Стефан Беликофф, Анн Миллер, Люк Ру                                            |
| Лучший постер (фр. Meilleure Affiche)                                              | • «Голубая бездна» — Анджей Малиновский                                                                | |
| Лучший постер (фр. Meilleure Affiche)                                              | • «Чтица» — Бенжамин Балтимор                                                                          | |
| Лучший постер (фр. Meilleure Affiche)                                              | • «Медведь» — Кристиан Блондель                                                                        | |
| Лучший постер (фр. Meilleure Affiche)                                              | • «Время удовольствий» (фр.) — Анаи Леклерк, Даниэль Палестрант                                        | |
| Лучший фильм Европейского сообщества (фр. Meilleur Film de l'Europe Communautaire) | • Кафе «Багдад» / Out of Rosenheim (ФРГ, США, реж. Перси Адлон)                                        | • Кафе «Багдад» / Out of Rosenheim (ФРГ, США, реж. Перси Адлон)                                        |
| Лучший фильм Европейского сообщества (фр. Meilleur Film de l'Europe Communautaire) | • Далёкие голоса, застывшие жизни / Distant Voices, Still Lives (Великобритания, реж. Теренс Дэвис)    | |
| Лучший фильм Европейского сообщества (фр. Meilleur Film de l'Europe Communautaire) | • Пир Бабетты / Babettes gæstebud (Дания, реж. Габриэль Аксель)                                        | |
| Лучший фильм Европейского сообщества (фр. Meilleur Film de l'Europe Communautaire) | • Пелле-завоеватель / Pelle Erobreren (Дания, Швеция, реж. Билле Аугуст)                               | |
| Лучший иностранный фильм                                                           | • Кафе «Багдад» / Out of Rosenheim (ФРГ, США, реж. Перси Адлон)                                        | • Кафе «Багдад» / Out of Rosenheim (ФРГ, США, реж. Перси Адлон)                                        |
| Лучший иностранный фильм                                                           | • Птица / Bird (США, реж. Клинт Иствуд)                                                                | |
| Лучший иностранный фильм                                                           | • Кто подставил кролика Роджера / Who Framed Roger Rabbit (США, реж. Роберт Земекис)                   | |
| Лучший иностранный фильм                                                           | • Салям, Бомбей! / Salaam Bombay! / सलाम बॉम्बे! (Индия), реж. Мира Наир)                                  | |

### Специальная награда
| Почётный «Сезар» | • Бернар Блие |
| Почётный «Сезар» | • Поль Гримо  |